# Prima pagina (programma radiofonico)
Prima pagina è una trasmissione radiofonica di Rai Radio 3.
La trasmissione nasce il 15 marzo 1976, da un'idea del direttore Enzo Forcella con il nome iniziale di Quotidiana, che tiene per pochi mesi, quando prende il nome odierno.
Il programma ha una struttura molto semplice: ogni settimana dalle 7:15 alle 8:00 un giornalista (che ogni settimana cambia) fornisce una rassegna stampa scegliendo e commentando gli articoli a suo parere più rilevanti dei quotidiani italiani. Alle 8 inizia la seconda parte (il Filo Diretto), riservata alle telefonate degli ascoltatori, durante la quale gli ascoltatori possono chiamare il numero verde e fare una domanda al conduttore. In genere la trasmissione finisce alle 8:40 circa, prima del giornale radio delle 8.45. Ogni lunedì arriva un nuovo conduttore che rimane fino alla domenica successiva.
La sigla della trasmissione è il pezzo musicale "Banjo e Violino" dal compositore William Kroll. La prima settimana della trasmissione nel 1976 fu tenuta da Ruggero Orlando